# Arroyo Gualeguaycito
El arroyo Gualeguaycito o San Pascual es un pequeño curso de agua de la cuenca hidrográfica del río Uruguay, ubicado en la provincia de Entre Ríos en Argentina.
Tiene sus fuentes en la Cuchilla Grande al norte de la localidad de Los Charrúas en el departamento Concordia, y se forma a 31°02′55″S 58°12′54″O / -31.04861, -58.21500 por la unión de dos afluentes en el límite entre este departamento y el de Federación -que sigue en todo su curso-, el más largo de los cuales tiene 6,07 km. Se dirige con rumbo sureste hasta desaguar a 31°07′00″S 58°03′15″O / -31.11667, -58.05417 en el embalse formado por la represa de Salto Grande en el río Uruguay, al norte de la localidad de Colonia Ayuí, dando origen a uno de los brazos del embalse. Hasta el llenado del embalse en 1979 el arroyo Gualeguaycito desembocaba en el río Uruguay inmediatamente al sur del salto Grande, quedando desde entonces reducido su curso a la mitad. Su curso superior se encuentra embalsado por varios terraplenes de tierra para aprovechar sus aguas para riego.
Lo atraviesa la autovía nacional 14 en las inmediaciones del punto en donde desemboca en el embalse de Salto Grande, el camino interdepartamental entre Los Charrúas y Colonia La Paz, y el ramal Federico Lacroze - Posadas del Ferrocarril General Urquiza.
El arroyo da nombre al distrito Gualeguaycito, subdivisión catastral del departamento Federación.
Entre sus afluentes se encuentran los arroyos Yacaré, La Aguada, Durazno, y Sauce.